# Besa Kokëdhima
Besa Kokëdhima (prononcer [ˈbesa kok(ə)ˈðima]), également connue sous son seul prénom Besa, née le 29 mai 1986 à Fier, est une chanteuse albanaise.
Après avoir remporté l'édition 2013 du concours Kënga magjike avec sa chanson Tatuazh në zemër, elle participe, fin décembre 2023, à la 62e édition du Festivali i Këngës avec sa chanson Zemrën n'dorë, où elle est plébiscitée par le public pour représenter l'Albanie au Concours Eurovision de la chanson 2024, à Malmö en Suède avec la chanson TiTAN. (Une refonte de Zemrën n'dorë, sortie le 11 Mars 2024, qui est non plus en Albanais, mais en Anglais.),.

## Jeunesse et débuts
Besa Kokëdhima naît en 1986 à Fier, alors en République populaire socialiste d'Albanie. À l'âge de 15 ans, elle s'installe au Royaume-Uni afin de poursuivre ses études supérieures,.

## Carrière
C'est en 2003 que Besa sort son premier single, intitulé Më beso, produit par FLori Mumajesi, avec le groupe Produkt 28. La chanson remporte le prix Mikrofoni i Artë la même année.
De retour en Albanie, elle sort en 2006 son premier album, intitulé Besa.
Elle participe ensuite à divers concours de chant, dont Kënga Magjike (en), auquel elle prend part en 2007, 2011 et en 2013, où elle remporte la victoire avec sa chanson Tatuazh në zemër.
Elle a fait partie des coaches lors de la sixième et dernière édition de The Voice of Albania.
En 2022, elle sort un single en français, intitulé En équilibre,.

### 2023 – 2024: Eurovision
L'année suivante, elle participe au soixante-deuxième Festivali i Këngës, avec sa chanson Zemrën n'dorë.
À l'issue de la finale, Besa remporte le vote du public et représente par conséquent son pays au Concours Eurovision de la chanson 2024, à Malmö en Suède.
Elle participe à la seconde demi-finale du 9 mai, mais ne parvient pas à se qualifier pour la finale. 

## Discographie

### Albums
- 2006 – Besa
- 2011 – Evolution
- 2016 – X
- 2013 – Besa për festat
- 2014 – Ti je festa ime
- 2019 – Besa Music
- 2019 – Stubborn
- 2022 – A·Live·Night

### Singles
- 2003 – Më beso
- 2005 – Zonja & zoterinj
- 2006 – Lëshoje hapin
- 2007 – Unik
- 2008 – Engjëjt vrasin njëlloj
- 2008 – Ajër
- 2009 – Nothin' Gonna Change
- 2009 – Versus
- 2010 – Kalorësi i natës
- 2010 – E bukura dhe Bisha
- 2011 – Botën do ndryshoja
- 2012 – Fishekzjarre
- 2013 – Folie
- 2013 – Tatuazh në zemër
- 2015 – Amelia (feat. Mattyas)
- 2015 – 14
- 2015 – All in
- 2016 – Kameleon (feat. Ansy)
- 2016 – 123 (feat. Flori Mumajesi)
- 2016 – Hangover
- 2017 – Kokeforte
- 2017 – Mos m'le me ra (feat. Elinel)
- 2018 – Amor
- 2018 – La La La
- 2019 – Histori
- 2020 – C'est la vie (feat. BledBeats)
- 2020 – Don (feat. Illeoo)
- 2020 – One
- 2021 – Margjelo (feat. Garrido)
- 2022 – En équilibre
- 2022 – Si kalama (feat. Lyrical Son)
- 2022 – Machoman
- 2023 – Tiki Tiki
- 2023 – Apolonia
- 2023 – Zemrën n'dorë (Maintenant TiTAN, en 2024)

### En tant qu'artiste invitée
- 2003 – Më beso (Produkt 28 feat. Besa Kokëdhima)
- 2010 – Nuk jam ajo (Jehona Sopi feat. Besa Kokëdhima)
- 2013 – Burning (LLP feat. Besa)
- 2022 – BON (iLLEOo feat. Besa)